# Amy Waldman
Amy Waldman (Los Angeles, 21 maggio 1969) è una scrittrice e giornalista statunitense.

## Biografia
Nata a Los Angeles nel 1969, ha conseguito un B.A. in inglese all'Università Yale.
Ha lavorato come reporter per il New York Times e per tre anni ha co-guidato l'ufficio per l'Asia meridionale.
Il suo esordio nella narrativa è avvenuto nel 2011 con il romanzo Nei confini di un giardino, ambientato a New York nel 2003 dove il protagonista, l'architetto musulmano Mohammad Khan, risulta vincitore del progetto per il memoriale dell'11 settembre con tutto il dibattito che ne consegue.

## Opere

### Romanzi
- Nei confini di un giardino (The Submission, 2011), Torino, Einaudi, Supercoralli, 2012 traduzione di Cristiana Mennella ISBN 978-88-06-19757-5.
- A door in the earth (2019)

## Premi e riconoscimenti

### Vincitrice
Premio Janet Heidinger Kafka
- 2011 con Nei confini di un giardino[4]

American Book Awards
- 2012 con Nei confini di un giardino[5]

Prix du premier roman
- 2012 nella sezione "Prix du Premier Roman Etranger" con Nei confini di un giardino[6]